# Antonio Contarini
Antonio Contarini (1450 – 7 ottobre 1524) è stato un patriarca cattolico italiano.

## Biografia
Nato nel 1450 ed ex canonico di san Salvatore, mons. Contarini fu nominato patriarca di Venezia dal Senato veneto il 17 novembre 1508 e, dopo la ratifica del Concistoro, fu consacrato il 4 febbraio 1509 dall'arcivescovo di Spalato, mons. Zane. Durante il suo ministero lottò tenacemente contro la corruzione del clero e per la riforma dei costumi conventuali femminili. A motivo della sua vita austera si conquistò fama di santità. Tra le sue opere merita di esser ricordata la ricostruzione, da lui promossa, del palazzo patriarcale. Morì il 7 ottobre 1524 di tisi, malattia di cui soffriva da tempo. Qualche anno dopo la morte fu proclamato beato.

## Genealogia episcopale e successione apostolica
La genealogia episcopale è:
- Arcivescovo Bernardo Zane
- Patriarca Antonio Contarini, C.R.S.A.

La successione apostolica è:
- Vescovo Paolo Borgasio (1520)
- Vescovo Giovanni di Amichettis, O.S.M. (1521)